# روني أريكسون
روني أريكسون (بالإنجليزية: Ronnie Eriksson)‏ هو لاعب اتحاد الرغبي أيرلندي، ولد في 22 أبريل 1972 في أثلون في جمهورية أيرلندا.